# Referendum w Turcji w 2017 roku

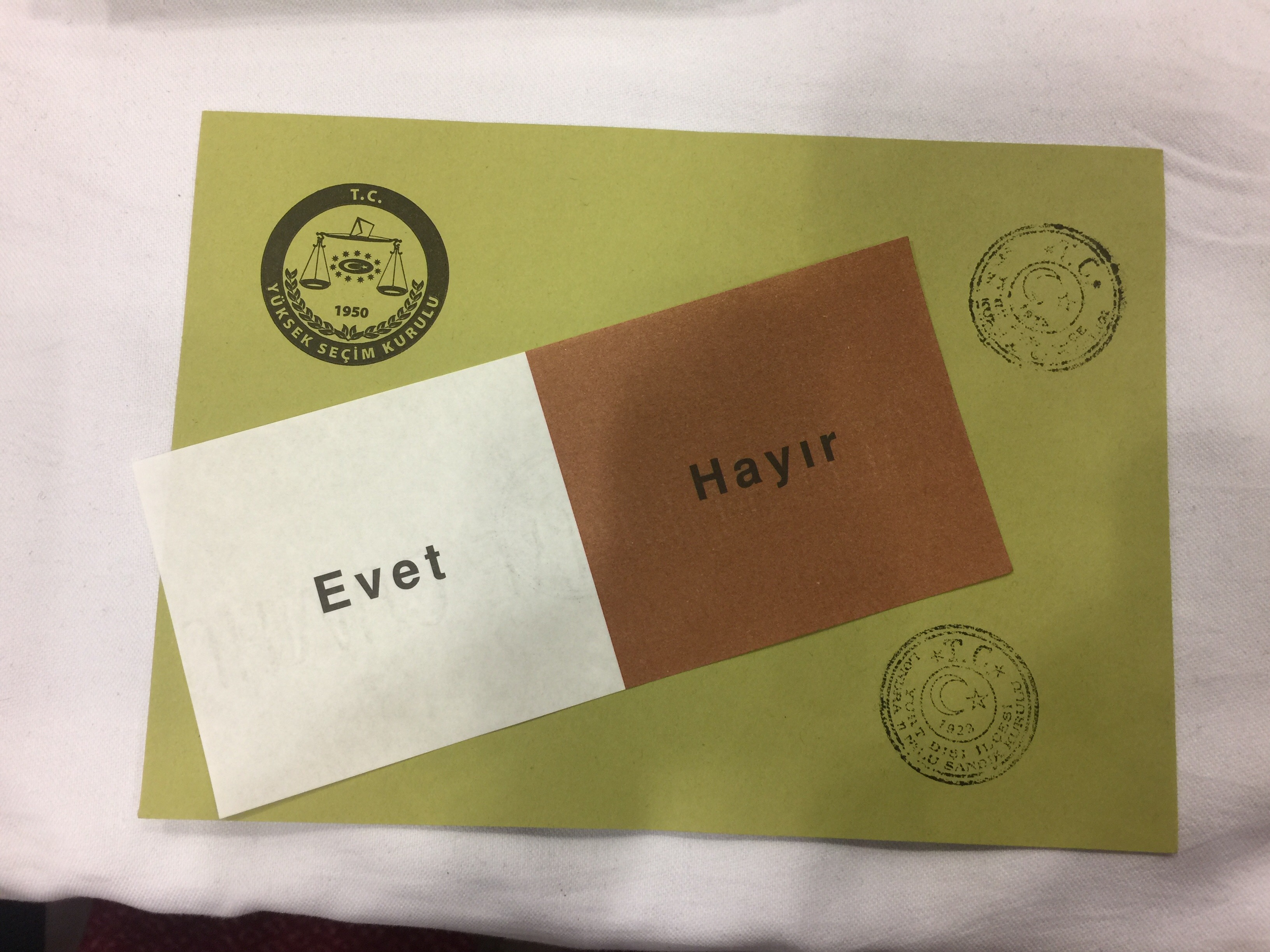
Karta do głosowania (wraz z kopertą) w referendum 16 kwietnia 2017

Referendum w Turcji w 2017 roku – referendum w sprawie zmian w ustroju Turcji, polegających na zastąpieniu parlamentarnego modelu sprawowania władzy systemem prezydenckim. Głosowanie referendalne odbyło się 16 kwietnia 2017. Za propozycjami zgłoszonymi przez prezydenta Recepa Tayyipa Erdoğana i związane z nim ugrupowania polityczne według oficjalnych wyników opowiedziała się większość głosujących.

## Przedmiot referendum
Pod głosowanie obywateli poddany został pakiet 18 poprawek do konstytucji przedstawionych przez prezydenta Recepa Tayyipa Erdoğana i zatwierdzonych przez parlament głosami rządzącej Partii Sprawiedliwości i Rozwoju oraz Partii Narodowego Działania. Zakładają one, że prezydent byłby jednocześnie szefem państwa i rządu, posiadałby prawo wydawania dekretów z mocą ustawy i prawo arbitralnego rozwiązywania parlamentu. Liczba deputowanych do Wielkiego Zgromadzenia Narodowego Turcji zostanie zwiększona z obecnych 550 do 600. Ustrój państwa opierałby się na prezydenckim systemie władzy. Wzrosnąć miałby także wpływ prezydenta na obsadę stanowisk sędziowskich.

## Oficjalne wyniki
Uprawnionych do głosowania w referendum było ok. 55,3 mln osób.
Najwyższa Komisja Wyborcza ogłosiła, że głosy na „tak” oddało 51,4% głosujących, a przewaga zwolenników zmian nad przeciwnikami wyniosła 1,25 mln głosów. Ostateczne wyniki referendum mają być znane w ciągu 10–11 dni od dnia głosowania.
Sukcesu odniesionego przez prezydenta Erdoğana w referendum pogratulował prezydent Stanów Zjednoczonych Donald Trump.

## Zastrzeżenia do przebiegu referendum i jego wyników
Republikańska Partia Ludowa, największe ugrupowanie opozycyjne w Turcji, zażądało od Najwyższej Komisji Wyborczej unieważnienia referendum. Wskazała na nadużycia w trakcie trwania referendum, m.in. na wydawanie nieostemplowanych kart do głosowania i uniemożliwienie osobom uprawnionym do głosowania wzięcia udziału w plebiscycie. Karty do głosowania nie zawierały pytania referendalnego a jedynie wyrazy „Tak” i „Nie”.
Obserwatorzy referendum z ramienia Organizacji Bezpieczeństwa i Współpracy w Europie stwierdzili, że „niedzielne referendum w Turcji w sprawie zmiany systemu rządów z parlamentarnego na prezydencki nie spełniało międzynarodowych standardów”.
Szef misji Zgromadzenia Parlamentarnego Rady Europy oświadczył: „Referendum odbyło się na nierównych zasadach, dwa obozy kampanii nie korzystały z takich samych możliwości. (...) Późne zmiany w procedurze liczenia (głosów) usunęły ważne zabezpieczenie przed oszustwami”.